# Murales di Kiev

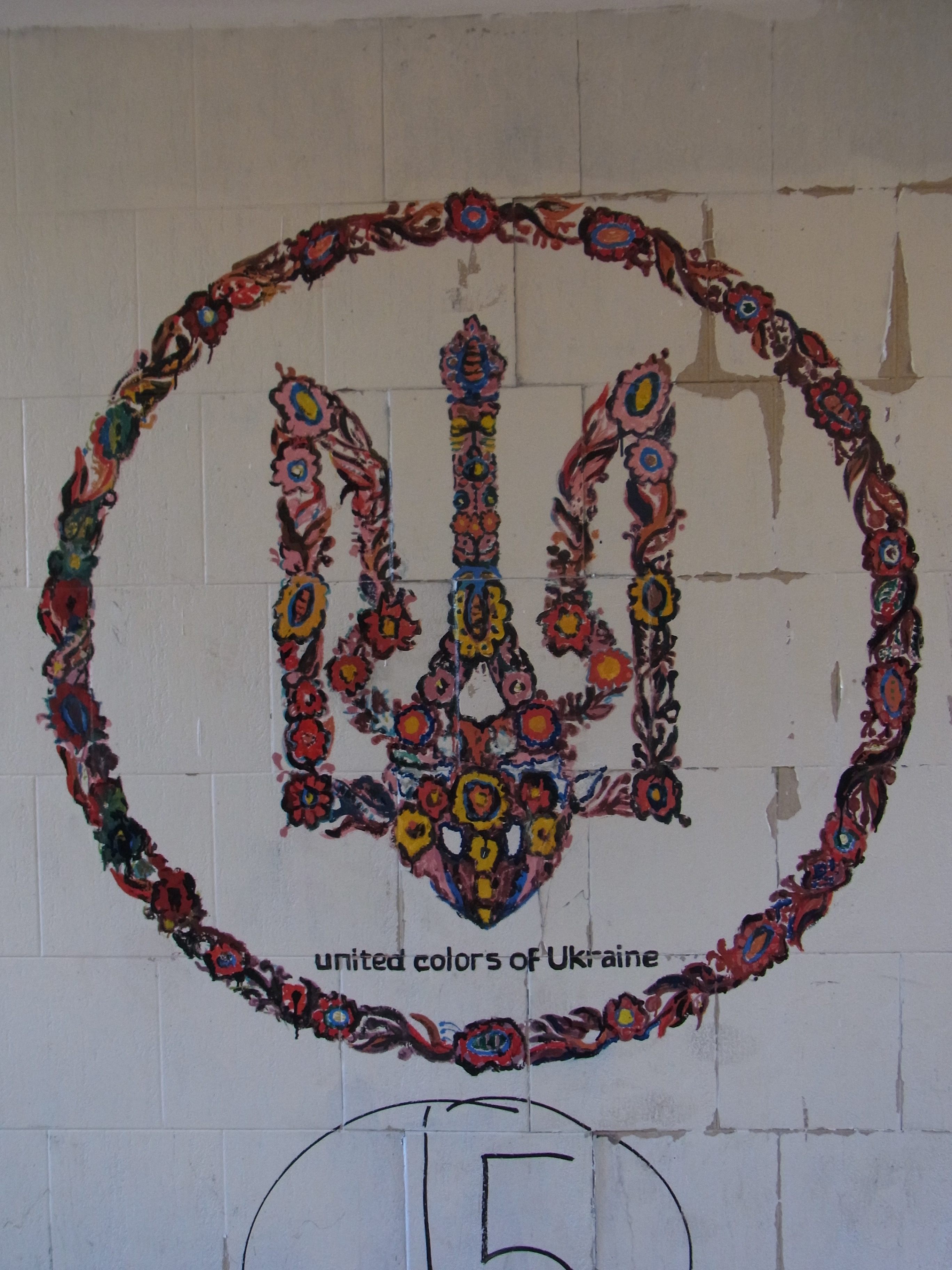

I Murales di Kiev sono una serie di murales dipinti sugli edifici a Kiev, in Ucraina dal 2014, che raffigurano arte moderna e tradizionale. Più di 160 murales sono distribuiti in tutta la città su un'area di circa 285 km².

## Opere principali

### La Ricostruzione
La Ricostruzione è un murale dell'artista di strada australiano Fintan Magee, dipinto nel 2015. Il murale raffigura una donna in piedi con l'acqua che le arriva fino alle caviglie. Il tema delle inondazioni ricorre in molte delle opere dell'artista e il murale sembra rappresentare i primi passi della ricostruzione dopo un disastro.

### Serhiy Nihoyan
Serhiy Nihoyan è un murale che prende il nome dalla prima persona ad essere uccisa nelle rivolte di Hrushevskoho Street del 2014, un attivista armeno-ucraino che è stato colpito da colpi di arma da fuoco dal Berkut mentre protestava. Il murale è stato creato da Alexandre Fartu e si trova nel Giardino dei Cento Celesti, un lotto precedentemente vuoto che è stato trasformato in uno spazio comunitario.

### Revival
Revival è un murale, prodotto nell'aprile 2014 dal lavoro congiunto del duo francese Seth e Kislow. Il murale è considerato uno dei più riconoscibili di Kiev e raffigura i temi dell'orgoglio ucraino e della speranza per il futuro.

### San Giorgio ucraino
San Giorgio ucraino è un murale dell'artista AEC ed è inteso in senso allegorico. Il murale porta un messaggio politico moderno, con il drago a due teste che rappresenta la Russia a est e la NATO a ovest che divide l'Ucraina.

### Il Messaggero di Vita
Il Messaggero di Vita è un murale di Alexandr Britcev che raffigura un corvo bianco circondato da corvi neri. Il murale può essere trovato nascosto in un cortile e fa riferimento a tre corvi che si dice siano stati tenuti in una gabbia in quel cortile per vent'anni.